# Aconitum campylorrhynchum
Aconitum campylorrhynchum là một loài thực vật có hoa trong họ Mao lương. Loài này được Hand.-Mazz. mô tả khoa học đầu tiên năm 1939.